# Otto Braun

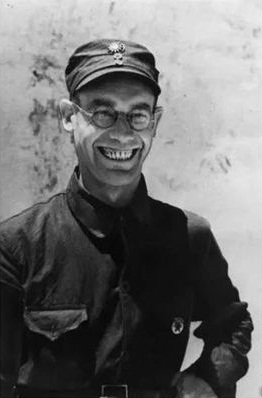
Otto Braun

Otto Braun (tiếng Trung: 李德; Hán-Việt: Lý Đức; bính âm: Lǐ Dé) (1900-1974) một người cộng sản Đức là người lãnh đạo quân sự cuộc Vạn lý Trường chinh, Trung Quốc trong giai đoạn đầu. Ông sinh ngày 28 tháng 9 năm 1900 tại Ismaning (gần Munich). Otto Braun tham gia thành lập Đảng Cộng sản Đức (DKP) và được Quốc tế Cộng sản gửi đến Trung Quốc vào năm 1934, để tham mưu cho Đảng Cộng sản Trung Quốc (CPC) về chiến lược quân sự trong Cuộc chiến tranh Quốc - Cộng. Vào thời điểm đó Braun mang một cái tên Trung Quốc là Li De (Hán - Việt: Lý Đức), chỉ nhiều năm sau đó người ta mới biết Otto Braun và "Li De" là cùng một người. Tại Hội nghị Tuân Nghĩa năm 1935, trong cuộc Vạn lý Trường chinh, Otto Braun bị mất quyền chỉ huy quân sự. Tuy nhiên ông vẫn tiếp tục tham gia Vạn lý Trường chinh và tiếp tục ở lại Trung Quốc cho đến năm 1939, làm cố vấn quân sự và giảng dạy chiến thuật. Năm 1973, ông xuất bản hồi ký "Chinese Notes". Hồi ký này được các nhà viết sử nghiên cứu và đánh giá có nhiều thông tin có giá trị và hữu ích. Braun chết ở tuổi 74, trong khi đi nghỉ ở Varna, Bulgaria. Ông được chôn cất ở Đông Berlin, cáo phó của ông được trên tờ Pravda và The New York Times.
Trong Bộ phim sử thi Trường Chinh dài 24 tập do Truyền hình trung ương Trung Quốc thực hiện năm 2001, có nhân vật Lý Đức do diễn viên người Nga Sergey Georgyevich thủ vai.